# Dick Matena

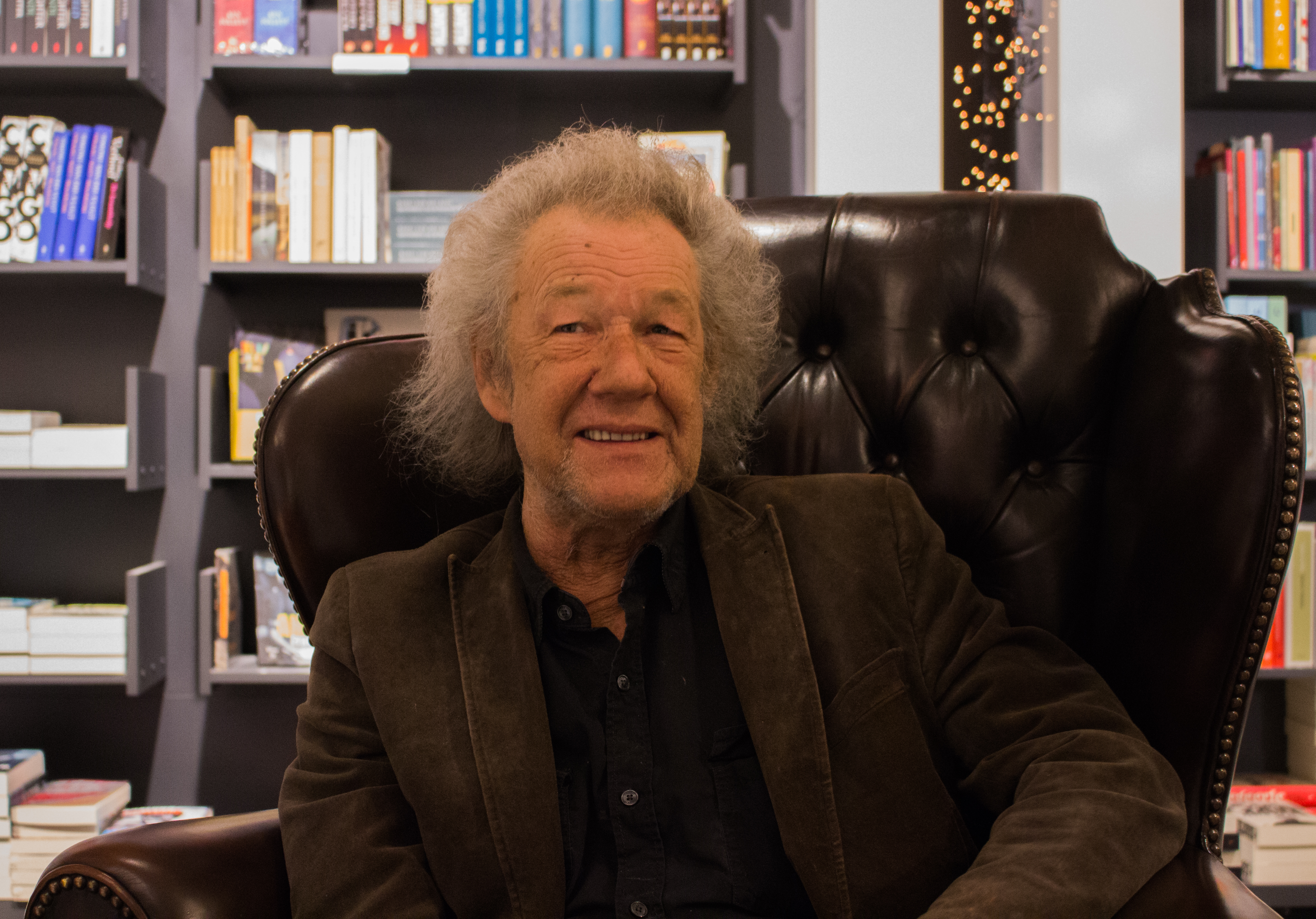
Dick Matena.

Dick Matena (* 24. April 1943 in Den Haag) ist ein niederländischer Comiczeichner und -Autor. Von ihm stammen sowohl Kinder- (Panda) als auch Erwachsenen-Comics (Die fünf letzten Tage des Edgar Allan Poe, „Rote Ohren“). In Deutschland ist er vor allem bekannt durch die Serie Peer Viking (Grote Pyr) und durch die Mitarbeit bei Storm (unter dem Pseudonym John Kelly).

## Leben
Matena beendete seine Schulausbildung vorzeitig und arbeitete in diversen Berufen. Zum Studio von Marten Toonder kam er 1960 und arbeitete dort bis 1968 als Zeichner unter anderem an den Serien Tom Puss und Panda mit. Seine erste eigene Serie (Polletje Pluim) erschien 1967. Unter dem Pseudonym Dick Richard lieferte er 1976 die Texte für die Serie De Partners. Sein erster realistisch gezeichneter Comic (Virl) erschien 1977 im Mickey Maandblad, was gleichzeitig die Beendigung seiner Karriere als humoristischer Zeichner bedeutete.

## Veröffentlichungen (Auswahl)
Deutscher Titel, Verlag
- Alias Ego
  - Piraten der Galaxis, Carlsen
  - Die falschen Götter, Carlsen

- Flynn
  - Der weiße Tod, Arboris
  - Gelbfieber, Arboris
  - Der schwarze Engel, Arboris
  - Der dunkelblaue Tod, Arboris

- Peer Viking
  - Die Rache des schwarzen Harald, Carlsen
  - In der Höhle des weißen Bären, Carlsen
  - Der Sonnensohn, Carlsen
  - Die eiserne Lady, Carlsen

- Storm
  - Das Volk der Wüste, Ehapa
  - Die grünen Höllen, Ehapa
  - Kampf um die Erde, Ehapa
  - Das Geheimnis der Neutronenstrahlen, Ehapa

- Verschiedenes
  - Die fünf letzten Tage des Edgar Allan Poe, Carlsen
  - Gauguin und Van Gogh – Im Taumel der Farben, Bastei
  - Mozart und Casanova – Masken der Leidenschaft, Bastei
  - Sartre und Hemingway, Arboris

## Quelle
Andreas C. Knigge: Comic Lexikon, Ullstein, 1988, ISBN 3-548-36554-X
| Personendaten    | Personendaten                             |
| ---------------- | ----------------------------------------- |
| NAME             | Matena, Dick                              |
| ALTERNATIVNAMEN  | Kelly, John                               |
| KURZBESCHREIBUNG | niederländischer Comiczeichner und -autor |
| GEBURTSDATUM     | 24. April 1943                            |
| GEBURTSORT       | Den Haag                                  |